# Chrysolina globipennis
Chrysolina globipennis é uma espécie de artrópode pertencente à família Chrysomelidae.